# Ródano-Alpes
Ródano-Alpes (em francês:  Rhône-Alpes) foi entre 1886 e 2015 uma das regiões administrativas da França, e hoje integra a região Auvérnia-Ródano-Alpes. Era constituída pelos departamentos de Ain, Ardèche, Drôme, Isère, Loire, Ródano, Saboia e Alta Saboia. Sua capital e maior cidade é Lyon.
Com 43.698 km², era a segunda maior região francesa em área, só atrás de Midi-Pirenéus. Em economia e população também era a segunda maior (só atrás de Ilha de França), com 6.341.160 habitantes. Está classificada como 6ª maior região européia.
Limitava as antigas regiões Franco-Condado, Borgonha, Auvérnia, Languedoque-Rossilhão e Provença-Alpes-Costa Azul, além da Itália e Suíça.
A região representa um décimo da França em termos de economia, demografia e superfície.
Num quadro de reforma territorial, a região de Ródano-Alpes foi fundida com a região de Auvérnia. Esta fusão entrou em vigor em 1 de janeiro de 2016. O nome provisório em francês é "Auvergne-Rhône-Alpes".

## Demografia
Ródano-Alpes contava com 6.341.160 habitantes em 2012, sendo 1,5 milhões de pessoas com mais de 60 anos, o que representa 22,5% da população. Dentre eles, 500 mil pessoas tem mais de 75 anos.
| Departamento      | Número de habitantes |
| ----------------- | -------------------- |
| Ain               | 612 191              |
| Ardèche           | 318 407              |
| Drôme             | 491 334              |
| Isère             | 1 224 993            |
| Loire             | 753 763              |
| Ródano            | 471 026              |
| Métropole de Lyon | 1 324 637            |
| Saboia            | 421 105              |
| Alta Saboia       | 756 501              |

## Aglomerações importantes
Somente a Ilha de França e Ródano-Alpes figuram na lista das 20 regiões mais poderosas da Europa. Sua posição geográfica se apóia no triângulo Lyon-Grenoble-Saint-Etienne e da proximidade com outras grandes cidades, como Genebra, Valence (Drôme), Annecy e Chambéry.
- Área urbana de Lyon : 2 182 482 hab. (2011).
- Área urbana de Grenoble : 675 122 hab. (2011).
- Área urbana de Saint-Étienne : 508 548 hab. (2011).
- Área urbana de Genève-Annemasse (hors Suisse) : 268 466 hab. (2010).
- Área urbana d'Annecy : 215 701 hab. (2010).
- Área urbana de Chambéry : 210 130 hab. (2008).
- Área urbana de Valence : 178 535 hab. (2008).

Estas sete áreas urbanas representam 4,2 milhões de habitantes.

## Maiores cidades[4]
- Lyon : 496 343 hab.
- Saint-Étienne : 171 483 hab.
- Grenoble : 158 346 hab.
- Villeurbanne : 146 282 hab.
- Valence : 62 481 hab.
- Vénissieux : 61 183 hab.
- Chambéry : 58 039 hab.
- Annecy : 50 943 hab.

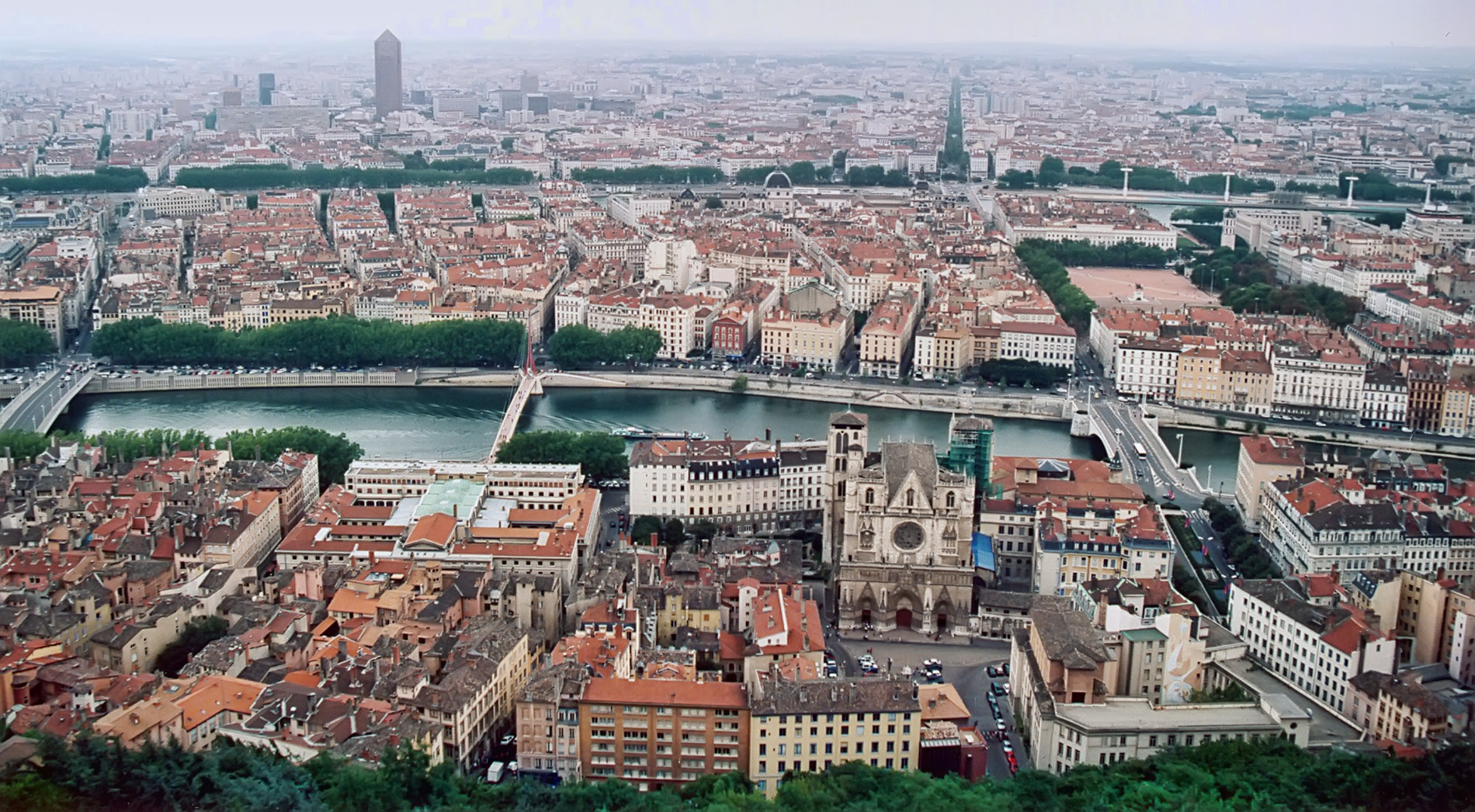
Lyon vista da colina de Fourviere
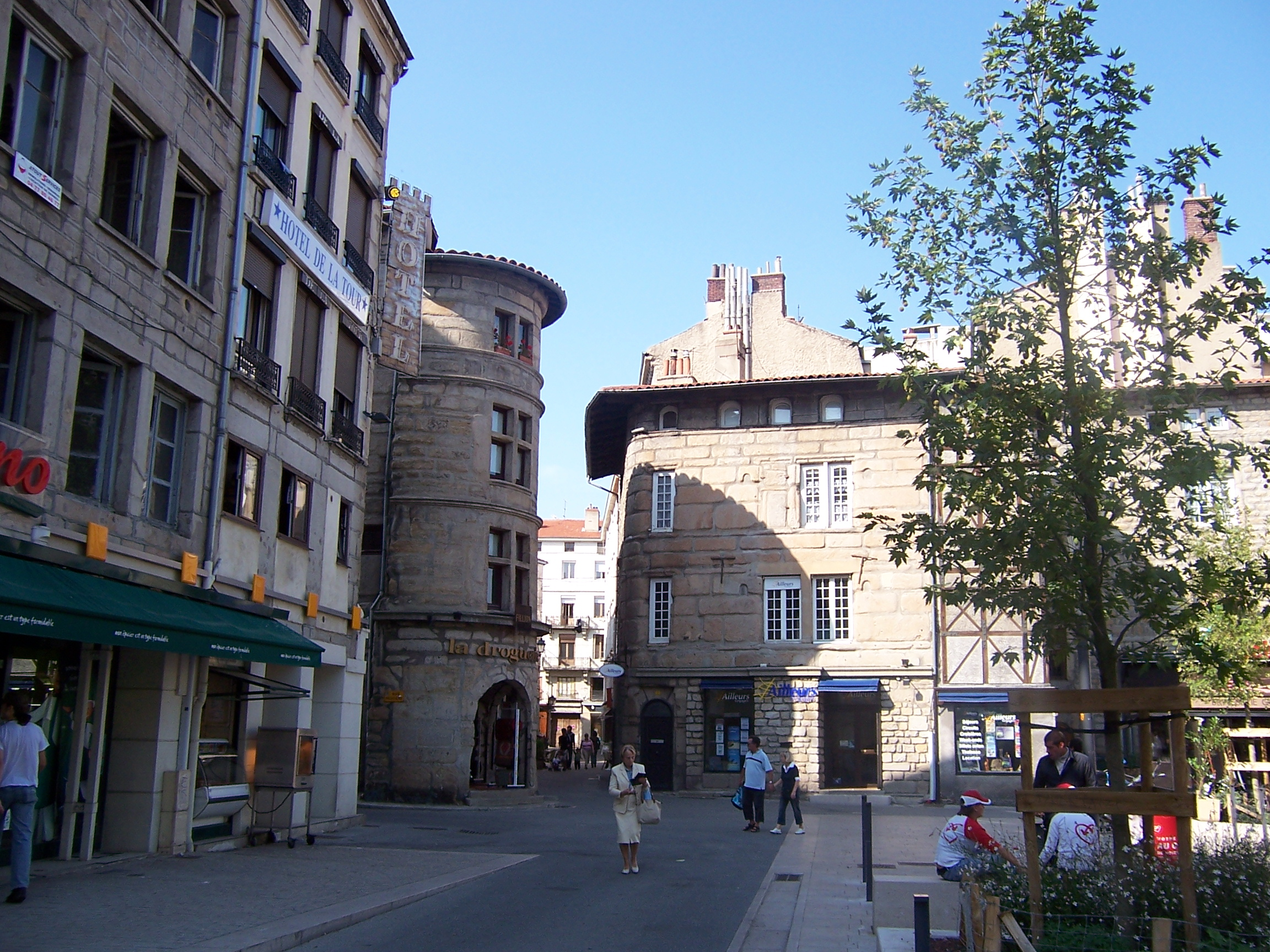
Place Peuple em Saint-Etienne
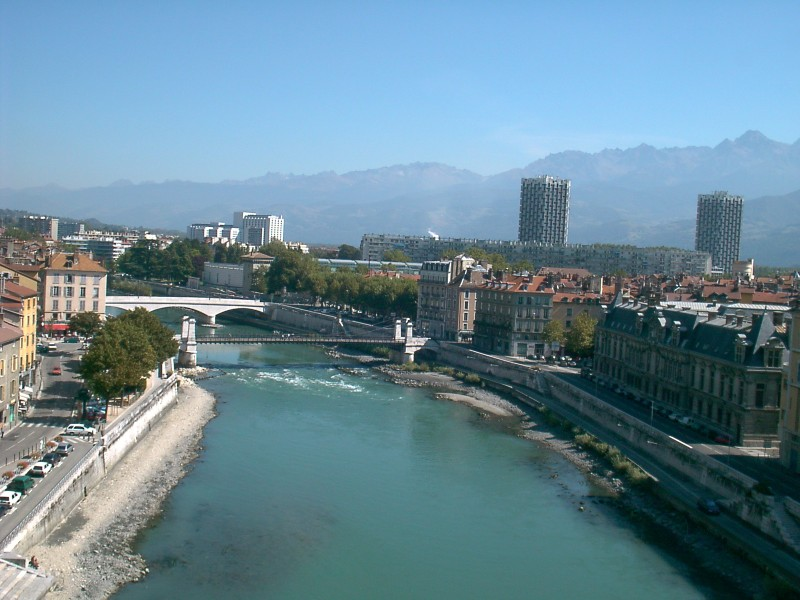
Rio em Grenoble
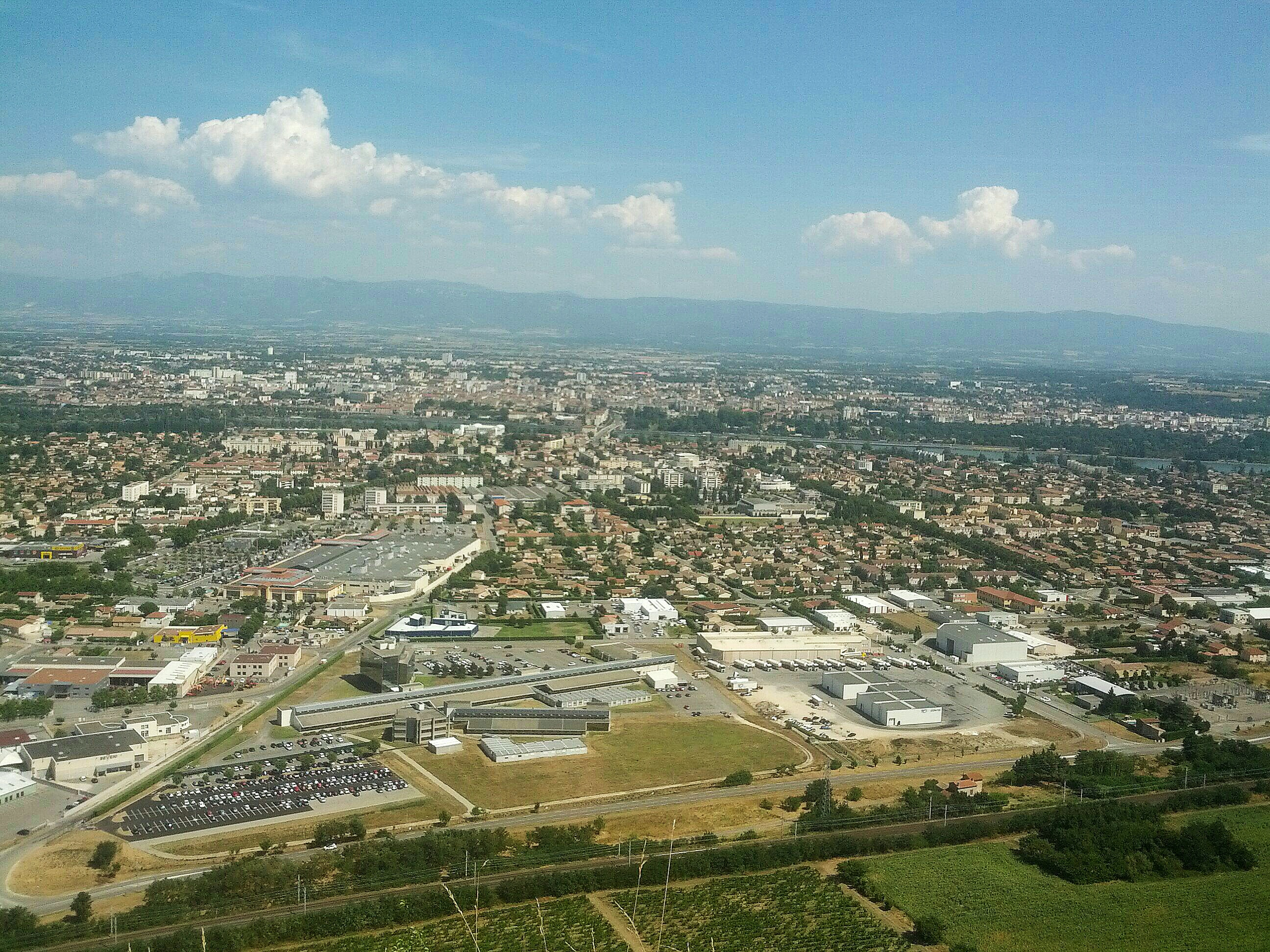
Vista aérea de Valence
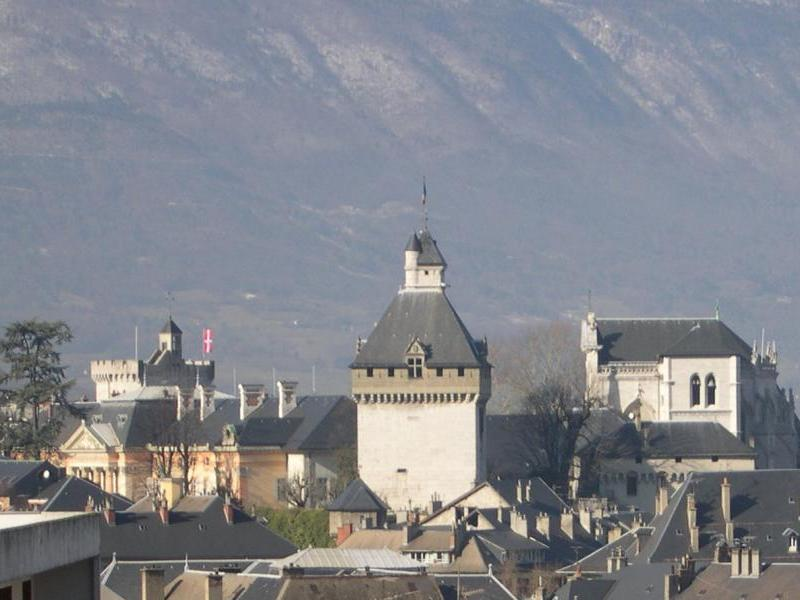
Castelo em Chambéry
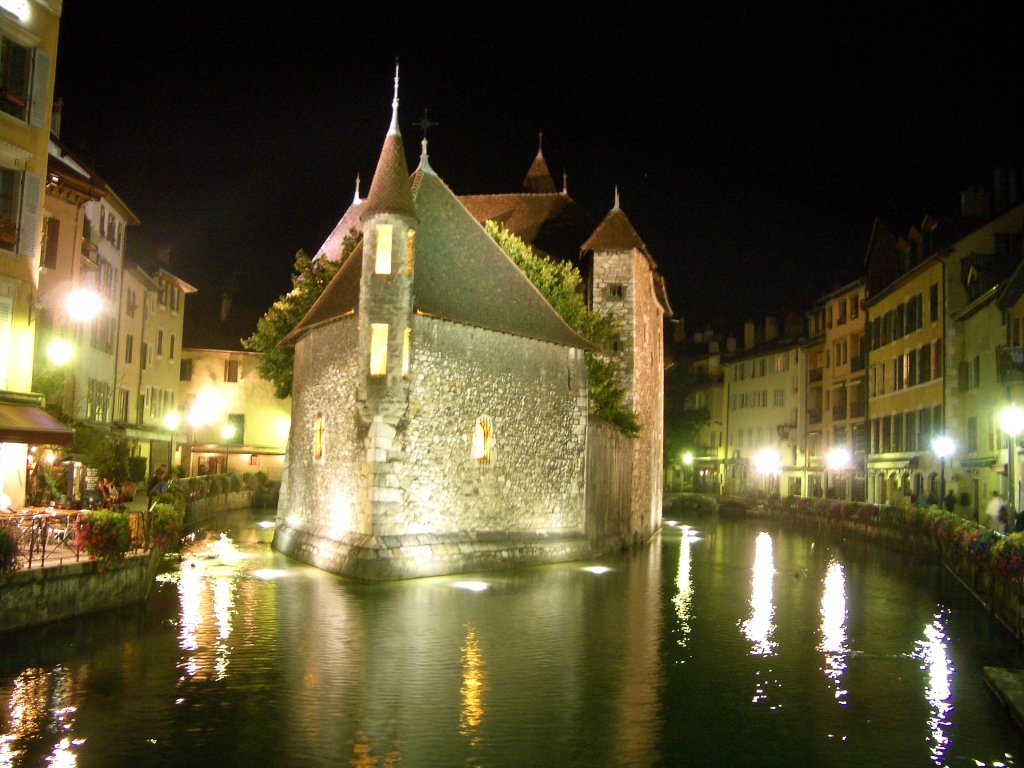
Antiga prisão em Annecy

## História
Há mais de 30.000 anos, os ocupantes das cavernas de Chauvet (Ardèche) desenharam as primeiras obras de arte conhecidas da humanidade. Antes da chegada dos Romanos, em torno de 8 povoados se dividiam na região de Ródano-Alpes. Até o século XIV, o rio Ródano servia de limite entre o reino da França e o o Império Germânico.
Com o início da Guerra dos Cem Anos, em 1349, a região à leste do rio Ródano foi anexada à França. Em 1601, com o tratado de Lyon, Henri IV anexou mais territórios à região francesa. A criação de uma região administrativa veio somente na metade do século XX, com a organização territorial francesa.

## Bandeira oficial
A bandeira da região Ródano-Alpes é um símbolo oficial, baseada nos brasões de Lyon, do Delfinado e do Ducado de Saboia. Contrariamente a outras regiões que adotaram uma bandeira baseada na herança da região, ela não tem um status oficial em Ródano-Alpes. A bandeira deve ser usada até 2016, quando haverá uma fusão de regiões na França.

## Divisões administrativas
- Área: 43 698 km2
- População: 6 283 541 habitantes (2011)
- Prefeitura regional: Lyon
- Prefeituras: Bourg-en-Bresse, Privas, Valence, Grenoble, Saint-Étienne, Chambéry, Annecy
- Densidade: 144 hab/km²
- População ativa: 2 619 918 habitantes
- PIB regional: 192 882 milhões de euros por ano em 2013 (9,7% do PIB nacional)
- Especialidades Industriais: tecnologia, metalusrgia, química e automobilística
- Agricultura: vinho, legumes e cereais

| Departamentos | Departamentos     | Área      | População | Prefeitura      | Sub-prefeituras                                         | Densidade     |
| ------------- | ----------------- | --------- | --------- | --------------- | ------------------------------------------------------- | ------------- |
| 01            | Ain               | 5 762 km2 | 612 191   | Bourg-en-Bresse | Belley, Gex e Nantua                                    | 106 hab/km²   |
| 07            | Ardèche           | 5 529 km2 | 318 407   | Privas          | Largentière e Tournon-sur-Rhône                         | 58 hab/km²    |
| 26            | Drôme             | 6 530 km2 | 491 334   | Valence         | Die e Nyons                                             | 75 hab/km²    |
| 38            | Isère             | 7 431 km2 | 1 224 993 | Grenoble        | La Tour-du-Pin e Vienne                                 | 165 hab/km²   |
| 42            | Loire             | 4 781 km2 | 753 763   | Saint-Étienne   | Montbrison e Roanne                                     | 158 hab/km²   |
| 69            | Ródano            | 2 715 km2 | 471 026   | Lyon            | Villefranche-sur-Saône                                  | 158 hab/km²   |
| 69            | Métropole de Lyon | 534 km2   | 1 324 637 | Lyon            |                                                         | 2 482 hab/km² |
| 73            | Saboia            | 6 028 km2 | 421 105   | Chambéry        | Albertville e Saint-Jean-de-Maurienne                   | 70 hab/km²    |
| 74            | Alta-Saboia       | 4 388 km2 | 756 501   | Annecy          | Bonneville, Saint-Julien-en-Genevois e Thonon-les-Bains | 172 hab/km²   |